# 夏目翠
夏目 翠（なつめ みどり、1995年6月21日 - ）は、日本のプロ雀士。東京都世田谷区出身。慶應義塾大学総合政策学部卒業。日本プロ麻雀連盟所属、34期生（後期）、ニ段。プロ雀士としてのキャッチフレーズは「翡翠の女戦士」。正社員として働いており、サラリーマンと雀士の活動を両立している。

## プロフィール
大学時代に麻雀の魅力を知り、内定をもらった就職先の会社が副業を認めていることから日本プロ麻雀連盟のプロ試験を受験して合格した。それ以降、正社員として勤めながら、プロ雀士の活動を行っている。

## 人物
- ラブアンドピースがモットー。
- 好きな言葉は「無知の知」。
- 好きな食べ物はしゃぶしゃぶ、イチゴ、タピオカ。嫌いな食べ物はバナナ[2]。また、ワサビが食べられない。
- コーヒーよりも紅茶が好き。
- 動物好きで、ミシシッピアカミミガメを20年以上飼っている。
- 高校時代にイギリスのハイスクールに留学経験があるが、その後は英語を話す機会がなく、本人は「もう英語は話せないので、何かしゃべって欲しいとか言わないで欲しい」と述べている。
- 趣味は友人との海外旅行。
- 自身の性格分析の長所短所は、長所が「大らかでこだわらないところ」、短所が「大雑把なこと」。
- 目指す麻雀のスタイルは「ファンの人たちに勇気を与えられる麻雀を打ちたい。」とプロフィール・アンケートに書いたことを2020年桜蕾戦のベスト8敗退後のインタビューで紹介された。
- 好きな麻雀の役は混一色（ホンイツ）。
- 好きな麻雀の牌は八索（パーソウ）。
- 尊敬する麻雀プロは仲田加南プロ。

## 麻雀格闘倶楽部

### 参戦プロとして
2020年7月28日にバージョンアップされた疾風から、新規参戦プロ５名の一人として参戦した。。
参戦直後に開催された投票選抜戦2020にて「女性部門第８位（神８）」と「新規参戦プロ第１位」を達成して、2022年4月にリニューアルされた麻雀格闘倶楽部Extremeでは、オープニングムービーに登場した。
2025年7月7日をもって麻雀格闘倶楽部シリーズへの参戦を終了することが発表された。

### 投票選抜戦
新規参戦した2020年からの各年の夏目翠プロの最終結果は以下の通り。
| 年度   | 期間                    | 女性部門順位 | 獲得票数    | 備考                     |
| ------ | ----------------------- | ------------ | ----------- | ------------------------ |
| 2020年 | 2020年8月3日 ～10月4日  | ８位         | 1,692,067票 | 神８、新規参戦プロ第１位 |
| 2021年 | 2021年10月4日 ～12月5日 | １３位       | 995,041票   |                          |
| 2022年 | 2022年7月28日 ～9月25日 | １４位       | 1,139,817票 |                          |
| 2023年 | 2023年7月24日 ～9月17日 | １３位       | 1,271,118票 |                          |
| 2024年 | 2024年7月16日 ～9月15日 | １９位       | 978,496票   |                          |

## 出演
- DREAMBEERホームパーティー編 CM（30秒）
- 日テレプラス麻雀リーグ2022 ヤングマスターズ ペナントレース[10]
- スマスロ麻雀格闘俱楽部 覚醒[11]